# Project Justice: Rival Schools 2
Project Justice: Rival Schools 2 (燃えろ!ジャスティス学園, Moero! Justice Gakuen, « Burn! Justice Academy ») est un jeu vidéo de  combat développé et édité par Capcom en 2000 sur système d'arcade Naomi. C'est le second jeu de la série Rival Schools et il a été porté sur Dreamcast en fin d'année 2000,.

## Système de jeu
Le système de combat à quelque peu évolué par rapport aux précédents épisodes. Ce sont toujours des équipes qui combattent mais elles ne sont plus composées de 2 personnages mais de 3. Il y a toujours la possibilité de réaliser des attaques en duo mais il est désormais possible d'effectuer, en appuyant sur les 3 boutons d'attaques, une attaque dévastatrice avec les 3 personnages. Cette attaque est appelée Party-Up.

## Personnages
Les mêmes personnages du jeu Rival Schools sont jouables exceptée Sakura Kasugano, personnage issu de Street Fighter à la base.

Les nouveaux personnages sont : Kurow Kirishima, Zaki, Momo Karuizawa et Yurika Kirishima.

## Différence entre la version japonaise et les autres versions
Dans la version Japonaise du jeu il existe la possibilité de créer un personnage afin de le faire évoluer dans une sorte de jeu de l'oie. Ce mode permet au joueur de vivre dans la peau d'un(e) étudiant(e) japonais(e) durant une année de scolarité dans l'université de son choix. En plus de pouvoir changer son style, son apparence et son école, le joueur peut apprendre des coups au fil du temps permettant ainsi de devenir plus fort et de battre ses adversaires.
Ce mode a disparu dans les versions Américaines et Européennes du jeu.

## Accueil
- Joypad : 8/10 (DC)[3]